# چیترونی
چیترونی (به لاتین: Chitrouni) یک زیستگاه انسانی در اتحاد قمر است که در آنژوان واقع شده‌است.

## خصوصیات
چیترونی  ۱٬۱۸۴ نفر جمعیت دارد.